# Sašo Bertoncelj
Sašo Bertoncelj (né le 16 juillet 1984 à Kranj) est un gymnaste slovène, spécialiste de gymnastique artistique.

## Carrière
Son agrès de prédilection est le cheval d'arçons.
Il est médaillé de bronze de cet agrès aux Championnats d'Europe de gymnastique artistique masculine 2010. Il remporte la Coupe du monde de gymnastique artistique 2012 en cheval d'arçons.
Il obtient la médaille d'or lors des Jeux méditerranéens de 2013 à Mersin, puis la médaille de bronze aux Championnats d'Europe de gymnastique artistique masculine 2014.
Il est médaillé d'or aux Jeux européens de 2015 et médaillé d'argent des Championnats d'Europe de gymnastique artistique masculine 2018.